# 宍戸駿太郎
宍戸 駿太郎（ししど しゅんたろう、1924年〈大正13年〉10月24日 - 2016年〈平成28年〉11月28日）は、日本の経済官僚。経済企画庁審議官退官後、保守派の評論家、経済学者、国際大学学長、筑波大学名誉教授などとして活動した。

## 経歴
通商産業省に入省した後、1963年に経済企画庁総合計画局の計量分析担当官を経て、経済企画庁審議官となり、筑波大学副学長、国際大学学長を務めた。日本経済に関して、一貫して創造的な分析・提言を行い、2006年（平成18）年には国際レオンチェフ賞を受賞した。また、亡くなる直前まで国家ビジョン研究会のメンバーとして、日本経済の行方を多角的に分析を行ったり、講演会を行っている。

## 主張
消費税増税には反対しており、増税することによりアベノミクスが腰折れし失敗するリスクを主張していた。従来、消費税とは付加価値税と命名されており、消費税を導入することによるデフレ効果は輸出を除く全産業に波及することになり、家計消費者が打撃を受けるだけでなく、財政支出、設備投資、住宅投資に波及する。また、これらを緩和するための政策として、政府は複雑な減税措置の実施に膨大な時間と費用が掛かるが、これら低所得者層や企業に対する対策に政府は追い回されることになる。EUなどの人口の少ない国では、GDP(国内総生産)に占める輸入品比率が大きく、デフレ効果が海外に漏出する割合が大きい。そのため、複雑な軽減措置に費用と時間をかけても、税収の確保は比較的可能であるが、日本のような経済大国では、GDPに対する輸入比率は約10%前後と小く、デフレ効果は国内で拡大し、総需要、生産、雇用の衰退が大きくなる。結果として国家収支は減収となる。本来、消費税は国家収支の増収を目的に実施されるものであり、GDPが5%以上成長している場合にはそれが見込めるが、経済が横倍やデフレ状態にある財政状態では逆に悪化する可能性が高いと考えていた。

### 小泉政権下での主張
政権以前の内閣府中期マクロモデルは、ニュー・ケインジアン型モデルと呼ばれる需要先行型モデルであり、これは日本が官学共同で開発したマクロモデルであり、国内外の評価も非常に高いものであった。しかしながら、小泉政権以後はIMF型の開発途上国型のマクロモデルに改悪してしまい、これらは高度市場経済の変動予測モデルに適しておらず、一次産品国（原料）ないし旧ソ連型供給先行モデルと同じであり、経済が高度化した先進国で、このようなマクロモデル使用にて短中期の予測を試みている国は皆無であり、マクロ経済政策を根底から誤り、重大な政策ミスであることを指摘していた。

## 著書
- 国民貯蓄の循環 (1956年) 日本統計研究所経済分析シリーズ
- 先進国問題の展望 (1973年)
- 社会工学概論―21世紀への問題提起〈上〉(1987年)
- 社会工学概論―21世紀への問題提起〈下〉(1987年)
- 産業連関分析ハンドブック(2010年)
- 奇跡を起こせアベノミクス―あなたを豊かにする世直し提言(2013年)